# Ischaemum veldkampii
Ischaemum veldkampii är en gräsart som beskrevs av Lasut. Ischaemum veldkampii ingår i släktet Ischaemum och familjen gräs.
Artens utbredningsområde är Sulawesi. Inga underarter finns listade i Catalogue of Life.